# Pica orelluda
Ochotona macrotis és una espècie de pica de la família dels ocotònids que viu a l'Afganistan, la Xina, l'Índia, el Kazakhstan, el Kirguizstan, el Nepal, el Pakistan i el Tadjikistan.